# Lygisaurus macfarlani
Lygisaurus macfarlani är en ödleart som beskrevs av  Günther 1877. Lygisaurus macfarlani ingår i släktet Lygisaurus och familjen skinkar. Inga underarter finns listade i Catalogue of Life.